# Alfons Bērziņš
Alfons Bērziņš (ur. 9 listopada 1916 w Rydze, zm. 16 grudnia 1987 tamże) – łotewski panczenista specjalizujący się w biegach długodystansowych, który w latach 1932-1942 odniósł największe sukcesy w tej dyscyplinie w historii łotewskiego sportu.

## Kariera sportowa

### Zawody krajowe
Karierę rozpoczął w 1932. W roku tym został młodzieżowym mistrzem Łotwy. Jego trenerami byli Alberts Rumba i Roberts Vithofs.
W latach 1935–1940 Alfons Bērziņš zdobywał tytuł mistrza Łotwy, a w 1941 i 1942 został mistrzem Łotewskiej SRR. W 1941 zajął też drugie miejsce na mistrzostwach Związku Radzieckiego.

### Zawody międzynarodowe
W międzynarodowych zawodach zadebiutował w 1936 udziałem w mistrzostwach świata, na których zajął 8. miejsce. W 1937 zajął w tych zawodach 9. pozycję. W 1938 był czwarty w MŚ i 12. w mistrzostwach Europy. W 1939 został srebrnym medalistą mistrzostw świata i zwycięzcą mistrzostw Europy. W 1940 został mistrzem świata.

### Igrzyska olimpijskie
Alfons Bērziņš startował na zimowych igrzyskach w 1936, na których brał udział w biegu na 500 m (14. miejsce z czasem 45,7), 1500 m (18. miejsce z czasem 2:25,8), 5000 m (18. miejsce z czasem 8:53,4) i 10.000 m (19. miejsce z czasem 18:22,5). Był najmłodszym łotewskim panczenistą, który wystąpił na tych igrzyskach i najmłodszym łotewskim panczenistą w ogóle.

## Rekordy życiowe
- 500 m – 42,9 (1938)
- 1000 m – 1:29,1 (1940)
- 1500 m – 2:16,4 (1938)
- 3000 m – 4:57,3 (1940)
- 5000 m – 8:32,1 (1940)
- 10000 m – 17:47,2 (1940)

## Działalność pozasportowa i życie prywatne
Alfons Bērziņš był absolwentem wydziału inżynierii Latvijas Universitāte.
Podczas II wojny światowej walczył przeciwko Związkowi Radzieckiemu, który zaanektował Łotwę. Po schwytaniu w 1942 zaczął walczyć dla armii niemieckiej. W 1945 został aresztowany przez Sowietów i zesłany na Syberię z wyrokiem 10 lat gułagu z powodu oskarżeń o bycie kolaborantem.
W 1955 wrócił na Łotwę i został trenerem. Jedna z jego podopiecznych, Lāsma Kauniste, została w 1969 mistrzynią świata.
Był żonaty z narciarką alpejską Mirdzą Martinsone.